# جغد حنایی
جغد حنایی (نام علمی: Ninox rufa)، یک گونه از جغدهای خانواده جغدان راستین است. در سال ۱۸۴۶ توسط جان گولد، پرنده‌شناس انگلیسی توصیف شد. نام رایج آن منعکس‌کنندهٔ پرهای رنگارنگی است که این جغدها در بزرگسالی با آن پوشیده می‌شوند. در حالی که این گونه دارای طیف گسترده‌ای از جمله استرالیا، اندونزی و پاپوآ گینه نو است ولی نارایج است.
این گونه پنج زیرگونه با اندازه و رنگ کمی متفاوت دارد.

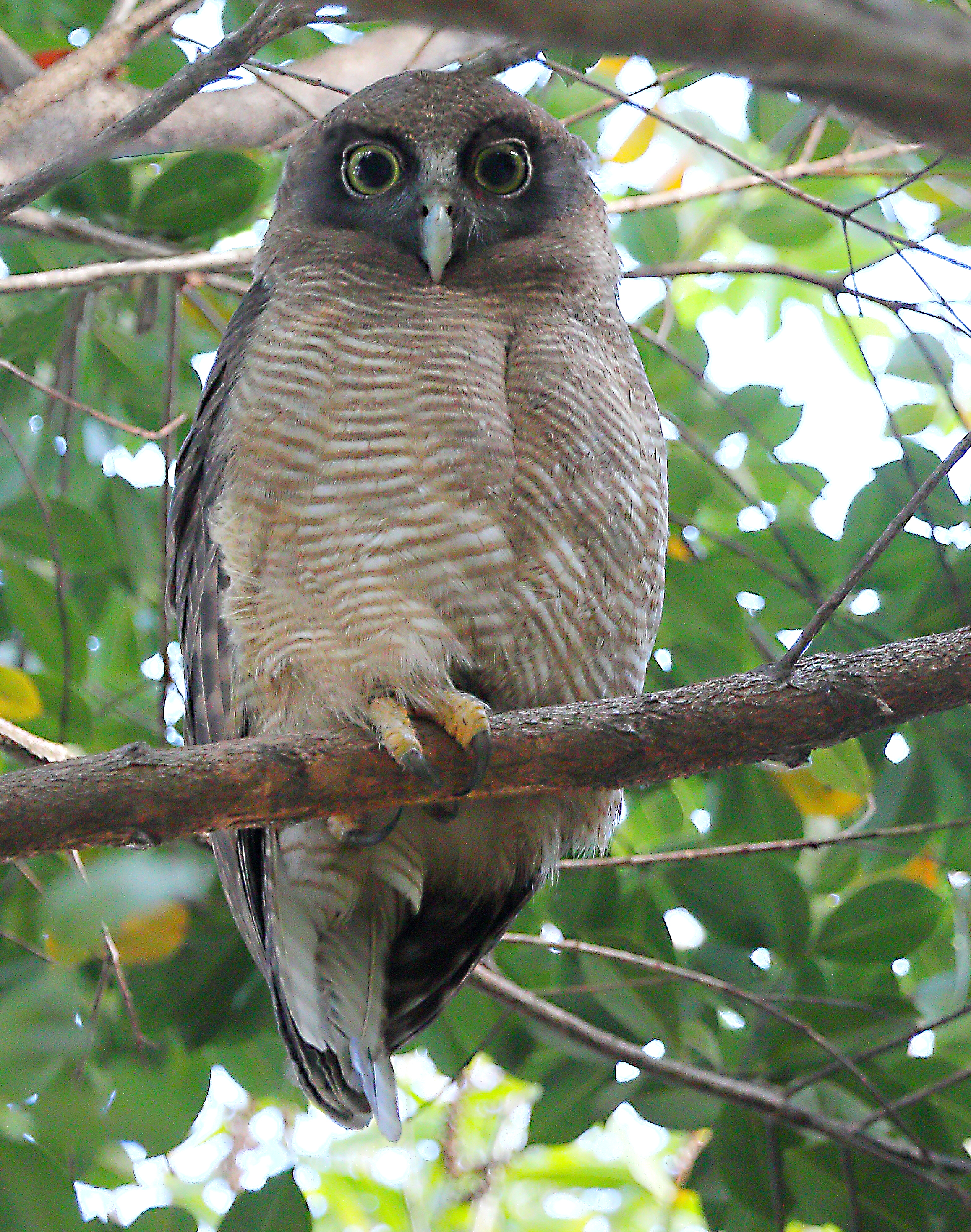
جغد حنایی نر، کایرنز